# Praves Vorasamaya
Công chúa Praves Vorasamaya hay Phra Chao Boromwongse Phra Ong Chao Praves Vorasamaya (tiếng Thái: ประเวศร์วรสมัย; RTGS: Prawet Worasamai (2 tháng 12 năm 1879 đến ngày 31 tháng 5 năm 1944) là Công chúa của Xiêm La (tên nước lúc trước của Thái Lan). Cô là một thành viên của gia đình hoàng gia Xiêm La và là con gái của Chulalongkorn,tức Vua Rama V của Xiêm La.
Mẹ cô là Hoàng hậu Chao Chom Manda Tabtim Rojanadis, con gái của Phraya Abbhantrikamas và Bang Rojanadis, chị của Chao Chom Manda Sae. Cô ấy có một anh trai và một em trai;
- Prince Chirapravati Voradej, the Prince of Nakhon Chaisi (ngày 7 tháng 11 năm 1876 – ngày 4 tháng 2 năm 1913)
- Prince Vudhijaya Chalermlabha, the Prince Singhavikrom Kriangkrai (ngày 5 tháng 12 năm 1883 – ngày 18 tháng 10 năm 1947)

Công chúa Praves Vorasamai qua đời ngày 31 tháng 5 năm 1944, ở tuổi 64.

## Gia phả
| Công chúa Praves Vorasamai | Cha: Chulalongkorn, King Rama V of Siam | Ông nội: Mongkut, King Rama IV of Siam | Ông cố nội: Buddha Loetla Nabhalai, King Rama II of Siam |
| Công chúa Praves Vorasamai | Cha: Chulalongkorn, King Rama V of Siam | Ông nội: Mongkut, King Rama IV of Siam | Bà cố nội: Queen Sri Suriyendra                          |
| Công chúa Praves Vorasamai | Cha: Chulalongkorn, King Rama V of Siam | Bà nội: Queen Debsirindra              | Ông cố nội: Prince Sirivongse, the Prince Matayabidaksa  |
| Công chúa Praves Vorasamai | Cha: Chulalongkorn, King Rama V of Siam | Bà nội: Queen Debsirindra              | Bà cố nội: Mom Noi Sirivongs na Ayudhya                  |
| Công chúa Praves Vorasamai | Mẹ: Chao Chom Manda Tabtim Rojanadis    | Ông ngoại: Phraya Abbhantrikamas       | Ông cố ngoại: unknown                                    |
| Công chúa Praves Vorasamai | Mẹ: Chao Chom Manda Tabtim Rojanadis    | Ông ngoại: Phraya Abbhantrikamas       | Bà cố ngoại: unknown                                     |
| Công chúa Praves Vorasamai | Mẹ: Chao Chom Manda Tabtim Rojanadis    | Bà ngoại: Bang Rojanadis               | Bà cố ngoại: unknown                                     |
| Công chúa Praves Vorasamai | Mẹ: Chao Chom Manda Tabtim Rojanadis    | Bà ngoại: Bang Rojanadis               | Bà cố ngoại: unknown                                     |